# Карімов Абдухалік
Абдухалік Карімович Карімов (20 травня 1923, кишлак Шурга, тепер Самаркандської області, Узбекистан — 23 березня 1994, місто Ташкент, Узбекистан) — радянський узбецький діяч, перший секретар Сурхандар'їнського обкому КП Узбекистану. Депутат Верховної ради СРСР 10—11-го скликань. Герой Соціалістичної Праці (5.03.1982)

## Життєпис
Народився 20 травня 1923 року в кишлаку Шурга (нині Нурабадського району Самаркандської області) (за іншими даними — в місті Джизак).
З 1941 по 1942 рік працював учителем.
У 1942—1946 роках служив у Червоній армії. Учасник німецько-радянської війни.
Член ВКП(б) з 1946 року.
У 1946 році повернувся в Узбецьку РСР, де знову працював учителем. Надалі був 1-м секретарем районного комітету ЛКСМ Узбекистану, головою виконавчого комітету районної ради депутатів трудящих.
Закінчив Самаркандський сільськогосподарський інститут.
У 1954—1965 роках — 1-й секретар Галля-Аральського районного комітету КП Узбекистану Самаркандській області; директор Самаркандського обласного тресту радгоспів; інструктор обласного комітету КП Узбекистану; директор радгоспу; начальник районного виробничого управління сільського господарства.
У 1965—1967 роках — 1-й секретар районного комітету КП Узбекистану.
У 1967—1968 роках — 1-й заступник міністра сільського господарства Узбецької РСР.
У 1968—1977 роках — секретар Самаркандського обласного комітету КП Узбекистану.
У 1977 — 3 серпня 1985 року — 1-й секретар Сурхандар'їнського обласного комітету КП Узбекистану.
Указом Президії Верховної ради СРСР від 5 березня 1982 року за досягнення високих результатів та трудовий героїзм, виявлений у виконанні планів та соціалістичних зобов'язань щодо збільшення виробництва та продажу державі бавовни та інших сільськогосподарських продуктів у 1981 році, Карімову Абдухаліку присвоєно звання Героя Соціалістичної Праці з врученням ордена Леніна та золотої медалі «Серп і Молот».
З серпня 1985 року — на пенсії.
У 1985 році заарештований, проходив одним із фігурантів у так званій «бавовняній справі». Засуджений, в грудні 1991 року амністований.
Помер 23 березня 1994 року в Ташкенті.

## Нагороди
- Герой Соціалістичної Праці (5.03.1982)
- три ордени Леніна (11.01.1957; 25.12.1976; 5.03.1982)
- орден Жовтневої Революції (4.03.1980)
- орден Вітчизняної війни І ст. (11.03.1985)
- три ордени Трудового Червоного Прапора (1.03.1965; 27.08.1971; 10.12.1973)
- медалі